# Edward Theuns
Edward Theuns (Gante, 30 de abril de 1991) es un ciclista belga, profesional desde 2014, miembro del equipo Lidl-Trek.
Fue miembro del VL Technics-Abutriek como aficionado en 2013. En 2014 fichó por el Topsport Vlaanderen-Baloise donde consiguió la victoria en el Gran Premio de la Villa de Zottegem.

## Palmarés
2010 (como amateur)
- 1 etapa del Triptyque des Monts et Châteaux

2013 (como amateur)
- 1 etapa del Triptyque des Monts et Châteaux

2014
- Gran Premio de la Villa de Zottegem

2015
- Tour de Drenthe
- 1 etapa de los Cuatro Días de Dunkerque
- 1 etapa del Tour de Eurométropole

2016
- 1 etapa de la Vuelta a Bélgica

2017
- 1 etapa del BinckBank Tour
- 1 etapa del Tour de Turquía

2019
- Primus Classic

2021
- 1 etapa del Tour de Hungría
- 2.º en el Campeonato de Bélgica en Ruta

2025
- Bredene Koksijde Classic

## Resultados en Grandes Vueltas
| Carrera | Carrera         | 2014 | 2015 | 2016 | 2017 | 2018 | 2019  | 2020  | 2021  | 2022  | 2023  | 2024  | 2025  |
| ------- | --------------- | ---- | ---- | ---- | ---- | ---- | ----- | ----- | ----- | ----- | ----- | ----- | ----- |
|         | Giro de Italia  | —    | —    | —    | —    | —    | —     | —     | —     | 131.º | —     | 113.º | —     |
|         | Tour de Francia | —    | —    | Ab.  | —    | 88.º | —     | 119.º | 104.º | —     | —     | —     | 159.º |
|         | Vuelta a España | —    | —    | —    | 91.º | —    | 133.º | —     | —     | —     | 128.º | —     | —     |

—: no participa

Ab.: abandono

## Equipos
- Topsport Vlaanderen-Baloise (2014-2015)
- Trek-Segafredo (2016-2017)
- Team Sunweb (2018)
- Trek (2019-)
  - Trek-Segafredo (2019-2023)
  - Lidl-Trek (2023-)